# 国本哲秀
国本 哲秀（くにもと てつひで、1943年5月22日 - ）は、日本の実業家、馬主。
広告企画などを手掛ける株式会社シナテック代表取締役会長を務める。

## 馬主活動

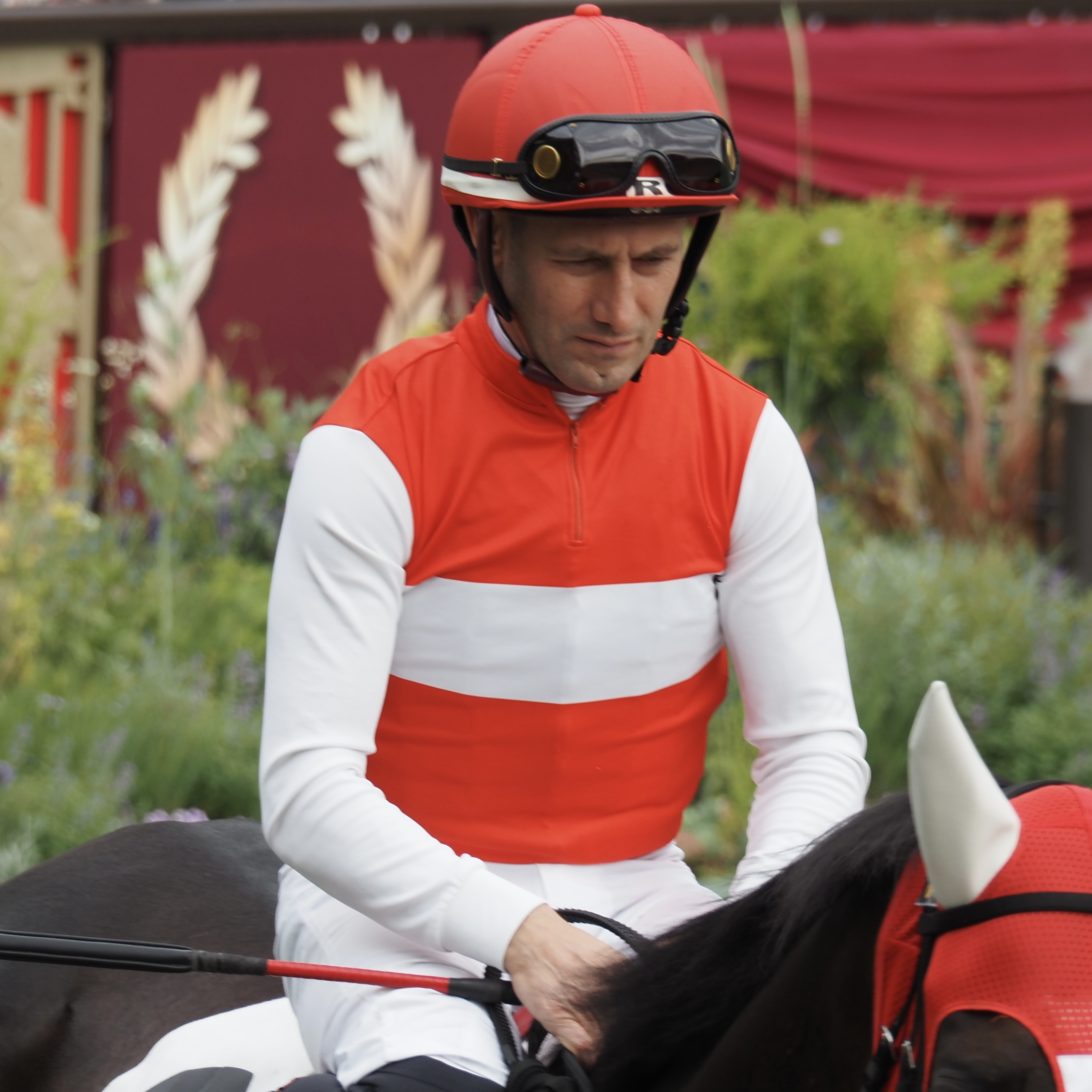
国本の勝負服を着用したミルコ・デムーロ

日本中央競馬会（JRA）に登録する馬主としても知られる。勝負服の柄は赤、白一本輪、白袖、冠名には在住する神奈川県湘南地区より「ショウナン」を用いる。妻の好子も馬主であるが、2004年に名義を「有限会社湘南」と法人化している。個人名義、現在ともに勝負服の柄は赤、白一本輪、白袖赤一本輪で、冠名は哲秀と同様「ショウナン」を用いる。ちなみに、哲秀の勝負服色はショウナンカンプなどを管理した調教師・大久保洋吉の家系に長年伝わるもので、洋吉が「いずれ自分が育てた馬主か、自分がこう思ったときの勝負服にさせよう」と思っていたところ、それが哲秀になったのだという。
馬名のこだわりとして、1993年産馬から冠名「ショウナン」の後に付く語はすべて母音「あ」から始まる単語としている。その所以は、大久保に「アの段ではじまる名前を付けなさい」と言われたことで、国本は5ヶ国語の辞典を購入したり、趣味の海外旅行の際には印象に残った地名などをメモするなどしてネーミングに役立てている。競馬情報サイトのnetkeibaにおいて馬名を募集した際も、冠名以下をア段で始まる言葉にするよう指定している。
馬主となったきっかけは、当時ラジオたんぱのアナウンサーであった長岡一也に馬の所有を持ちかけられたこと。なお、大久保との出会いも長岡の紹介によるものである。
東日本馬主協議会の会長理事や東京馬主協会会長、日本馬主協会連合会副会長のほか、2008年9月からは日本中央競馬会運営審議会委員も務めた。

### 来歴
- 1986年 - 馬主資格取得[7][1]。
- 1992年 - 4月25日の4歳未出走をショウナングレイスが制し、初勝利[2][1][7]。
- 2002年 - ショウナンカンプが高松宮記念を制し、重賞競走およびGI競走初制覇。なお、ショウナンカンプは前述のショウナングレイスの仔である[7][2]。

## 主な所有馬

### GI級競走優勝馬
- ショウナンカンプ（2002年高松宮記念、スワンステークス、阪急杯）
- ショウナンパントル（2004年阪神ジュベナイルフィリーズ）
- ショウナンパンドラ（2014年秋華賞、2015年オールカマー、ジャパンカップ）
- ショウナンアデラ（2014年阪神ジュベナイルフィリーズ）
- ショウナンナデシコ（2022年エンプレス杯、マリーンカップ、かしわ記念、スパーキングレディーカップ）

### 重賞競走優勝馬
- ショウナンタキオン（2005年新潟2歳ステークス）
- ショウナンアルバ（2008年共同通信杯）
- ショウナンマイティ（2012年産経大阪杯、宝塚記念3着、2013年安田記念2着、2014年安田記念3着）
- ショウナンアチーヴ（2013年朝日杯フューチュリティステークス2着、2014年ニュージーランドトロフィー）
- ショウナンラグーン（2014年青葉賞）
- ショウナンアポロン（2016年マーチステークス）
- ショウナンバルディ（2021年中日新聞杯）
- ショウナンザナドゥ（2025年フィリーズレビュー）

### その他の所有馬
- ショウナンナンバー（1997年ヒヤシンスステークス、NHKマイルカップ3着）
- ショウナンラプンタ（2024年青葉賞2着、神戸新聞杯3着、2025年日経新春杯2着、天皇賞（春）3着、宝塚記念4着）

### 有限会社湘南名義の所有馬
- ショウナンタレント（2007年フラワーカップ）
- ショウナンアンセム（2019年高松宮記念3着）